# Манастир Свете Тројице у Мушутишту
Манастир Мушутиште, насељеном месту у општини Сува Река, на Косову и Метохији је био православни манастир који припадао Епархији рашко-призренској Српске православне цркве. Манастир је срушен 10. јула 1999. године, по доласку међународних снага КФОР-а на простор Косова и Метохије. На празник Силаска Светог Духа на апостоле - Духове, славу манастира, сваке године долазе расељени Срби из Мушутишта на рушевине манастира Свете Тројице поред њиховог села, да прославе велики празник.

## Положај и прошлост манастира
Мушутиште, изворно Муштиште, потиче од старосрпске речи „муштина“, што значи мужевност, човечност, чојство или надчовечност. Место са људима таквих особина је названо Муштиште, које су доцније досељеници модификовали у Мушутиште, што је данас административни назив за ово место. Људи овог насеља и осталих места у Подгору, у предхришћанском периоду, као стари Срби, имали су закон крвне освете „око за око, зуб за зуб“. Са прихватањем хришћанства полако се напушта ово обичајно право и све више се код људи устаљује „муштина“ као узвишена особина праштања. Манастир Свете Тројице налазио се на брду изнад села Мушутиште у подножју горе Русинице, на два километра јужно од села. Нема тачних података о времену настанка манастира, постојао пре 1465. године, од када се водио стални Поменик (катастих) у коме је уписано на хиљаде имена дародавалаца из свих села призренске области и других крајева. У периоду турске владавине манастир је у више наврата пострадао, али се у њему монашки живот није гасио.

### Иван Јастребов о манастиру
Иван Јастребов је писао о овом манастиру да се налази на два и по сата од Призрена на исток, од села Мушутишта на југозапад пола сата хода. У подножју је планине Доње Ликопољане покривене шумом, на њеној тераси. Место је раније било запуштено али су се видели темељи старе мање цркве. Крајем двадесетих година 19. века ту је у колиби од прућа живео монах Исаија. Да га није било, место би било продато Арнаутину (Хусеин Зекир) из племена Кабаша, житељу села Грековца и ту би у доба Јастребова било арнаутско село. Настојањима јеромонаха Дионисија, управа није продала то место Кабашанину. Тражено је 500 пијастера. Пошто Кабашанин није имао толико новца, место остаје оцу Дионисију који тражи дозволу за обнову, али га је пре свега осигурао везавши га за манастир Св. Марка. Издејствовао је од Махмун-паше Рошља манастирско место за себе и обновио га је 1836. године. Натпис, исклесан на надгробној плочи архимандрита Дионисија, сахрањеног у југозападном углу цркве 1832. г., погрешно је израдио неписмени састављач, што је навело на грешку Гиљфердинга који је обнављање манастира сместио у 1832. г. Те године су, могуће, почеле припреме за обнову, 1836. се завршава градња. а 1846. је умро. Трудио се повећати димензије цркве саградивши је нешто дужу од старих темеља. Прикупљао је помоћ хришћана Призренског владичанства. Уз синђелију митрополита Захарија, осмелио се да и у Србији моли помоћ. То посведочује натпис у дрвету изнад царских двери. Иконостас је 1855. г. изграђен трудом оца Серафима уз помоћ из Србије. Потурица из Мушутишта из породице Ради којој су припадали све планине између Мушутишта и Кабаша, што су се и тада звале Радине планине, доказивао је своје право на манастирску земљу, изјавивши да само цркву нее дирати, а да је све његово, све тапије има. Монах Петроније је то право од њега откупио, 1000 пијастера за тапије.
По смрти Дионисија, манастиром управља у својству епитропа, призренски власник хана и крчме Младен Чемерикић. У манастиру је живео и радио јеромонах Серафим али су га зли људи и митрополит Мелетије прогонили иако је саградио неколико келија на источној страни манастира. Путовао је у Србију 1854. ради прикупљања помоћи. Молба за ту помоћ је у манастиру сачувано и на врху је манастирски печат: сеи печат св Тројици Русеинскаја на 1844. У доба Младена Чемеркића богослужено је два пута годишње док игуман не поста млади Цинцарин Теофил 1861. г. Он не брине за благостање манастира него за свој сопствени џеп. Само је изградио велику собу за госте и велику шталу за стоку. Скрива прикупљену милостињу. У доба раздора Срба и Цинцара због цркве Св. Спаса у Призрену, навукао је на себе сумњу, ухваћен је у крађи светиња и удаљен са места игумана 1872. г. У доба Јастребова је живео у Призрену као поп у цркви Св. Спаса, која је прешла у власништво Цинцара, и саградио је себи кућу од покраденог манастирског новца. По његовом одласку манастир Св. Тројице долази у посед игумана манастира Св. Марка. Архимандрит Дионисије је знао да ова два манастира један о другоме овисе. Први је без простора за краве и волове а други новчано овиси о манастиру Св. Марка, који је посећенији. Након Теофила, за управитеља је постављен свештеник удовац Јован из села Дворана. Након три године умире и није оставио већег трага, осим што је по његовој смрти у сандуку нађена давно тражена Дечанска хрисовуља. Игуман Петроније манастир доводи до најлепшег изгледа. Сву земљу која није под шумом обрађује а откупио је неколико земљишта у оближњем пошумљеном делу села Мушутишта (Драгићевићи), тако да је манастир имао велико пространство земље окружено ђумом. Поред манастира је било воћака, ораха, јабука, шљива, крушака, дрењина. У манастиру су била два изора воде, у кухињи и дворишту. Камени натпис је сведочио о изградњи извора у дворишту 1864. г.
Манастир као и онај Св. Марка, никада није имао бројну братију. У доба Теофила је био само један монах, Викентије, који је и тада, у време Јастребова, био тамо. Од мирјана тада више нико не иде у монахе и Јастребов предвиђа да ће манастир ускоро да опусти, не од зулума него од недостатка монаха. Манастиром ће управљати мирјани, као што се тада дешавало у Македонији где манастири због тога западају у пропадање и сиромаштво. У књигама и народном говору се манастир звао Св. Тројице Русинске. Русеница је пећинска клисура на 20 минута хода југозападно од манастира, у самој клисури. По предању ту је некада био руски монах. У манастиру је у време Јастребова тада живео само један монах и један Скадранин искушеник. Игуман је ревносни и неуморни Никанор (Петроније). Њега преосвећени Мелетије, који душу своју полаже за новце не жели да произведе у јеромонаха јер је народ њега једном предложио да буде кандидат за призренског митрополита, уместо Мелетија, којим је народ био незадовољан.
Од старих књига у манастиру, нема достојних посебне пажње осим Поменика, једног Пролога и једне нове књиге Филијада. У поменику су записана чисто српска имена хришћана оних места и села у којима тада није остало ниједне православне душе. Између тих села и места се спомињу и: Језерце, Качаник, Полог, Пећане, Медвеце, Мачитево (више Мушутишта)... Топољане (у Љуми), Заплужане, Јањево и Ново Брдо. У поменику су записани и ренегати који су приложили малу своту у спомен својих родитеља, нпр. из села Гунцета: Писа Сула и Дема своје родителе Гунића Марка, Витану, Недељка... Од приложника су споменути и владика полошки места Хтетова (Тетова) који је дао два товара вина и пола товара пшенице. Запис је оставио сам владика из 1565. г. у присуству призренског митрополита Методија и владике врањског Софронија, у време игумана Мартирија. Пролог од месеца марта до септембра написан је о трошку митрополита новобрдског Василија, првобитно за Грачаницу, 1587. г. Мала штампана књига Филијада припадала је неком свештенику Димитрију, забележено на полеђини листа: сиа филала мње свјешенојереју Димитрију Саеларију попа Савовича от мјеста Призрена дарован мње кир Петар Костич и кир Стојан Костич за свој вјечни спомен на лета 1818. мца августа ден 17 при господина Јоаникија рекоми рашки и призренски прочих. Преставшагосја господина Јоаникија на њето 1818. мца ноемврија 6 ден погребеније јему бист 27. Филијала је штампана трудом почтенороднаго господара Стефана Иосифовића житеља града Призрена во Албанији сушчаго. Та Филијала је Правило молебноје образу матере божије штампана у Пешти септембра 1812. г.

## Изглед манастирске цркве
Манастирска црква је била релативно мала, једнобродна грађевина, зидана притесаним каменом, пресведена полуобличастим сводом са накнадно призиданом припратом. Фасаде су делимично украшене керамопластичном декорацијом. Највише пажње је посвећено олтарској апсиди, где је примењен тзв. "ћелијасти" систем зидања са опеком која уоквирује сваки камени блок, слепим плитким нишама и орнаментом од опеке постављене у виду цик-цак линије испод кровног венца.
У близини манастира се налазила испосница Русеница, у природној пећини у окомитој стени високој преко 15 метара. Испосница је саграђена у 14. веку и у њој су живели испосници-анахорити.
У манастиру су се чували древни манастирски рукописи из периода од 14. до 17. века, укључујући и Апостолске рукописе из 11. века. Манастир је имао и велики број дрвених икона.

## Основ за упис у регистар споменика културе
Решење Покрајинског завода за заштиту споменика културе у Приштини, бр. 754 од 26. октобра 1966. године Закон о заштити споменика културе (Сл. гласник РС бр. 51/59).

## Разарање манастира 1999. године
Пре доласка у области манастира припадника немачке дивизије КФОР-а, манастир је опљачкан јуна 1999. године од стране Албанаца. Подметањем експлозива 10. јула 1999 потпуно је уништена главна црква манастира. Ватра је након експлозије захватила и све зграде манастира у којима су уништени сви древни рукописи и иконе. Од свих манастирских објеката који су у рушевинама је остао само звоник.
У данима непосредно по доласку КФОР-а на Косово и Метохију, сестринство на челу са игуманијом Катарином је евакуисано и прешло у новообновљени манастир Св. Николе Кончујског код Рашке.